# 差热分析
差热分析 (英語：简称DTA) 是一种热分析技术。待测样品和参比物经历同样的热过程，由于待测样品和参照样品相变性质和比热不同，经历同样的热过程后所达到的温度不同。DTA仪器会记录下过程中待测样品和参照样品之间的温度差，然后可以作出温差-时间或温差-温度曲线。曲线上的峰值可以给出关于相变和玻璃化转变温度的信息。DTA峰下面的面积给出了相变热的值。

## 设备
差热分析包含有一个具有热电偶、样品容器和陶瓷或金属的容器，一个炉子，一个控制温度的单元和一个记录单元。关键器件是两个反接在一个电压表上的热电偶，一个热电偶插入诸如氧化铝之类的惰性样品中，另一个热电偶连接待测样品。当温度升高时，待测样品发生相变，伴随着吸热或放热。遇到熔融等吸热相变时，输入的热量一部分用于克服待测样品的相变热，另一部分用于升温，导致待测样品温度低于参比物；而遇到放热相变时，待测样品高于参比物

## 仪器发展
1887年勒夏特里首次将热电偶应用于研究粘土矿物，开创了热分析。1899年英国的威廉·钱德勒·罗伯特-奥斯汀首次引入了标准物质，测量并记录标准物质与被测物质之间的温差。得到的DTA曲线，被认为是第一条现代意义上的DTA曲线。1955年通过热补偿使待测样品和参比物间温差趋近于零的扫描量热法出现。两者相比，差热分析的缺点是不容易定量，而优点是可以达到更高的温度比如两千度以上，不像扫描量热法在温度很高时基线会明显变坏。
今日的大多数差热分析的生产厂家比如已经不再生产单独的DTA设备，而是生产包括热重分析、扫描量热法和差热分析的集成仪器。这种集成仪器可以同时给出待测样品的质量、与参照物间热流和温差与温度或时间的曲线，十分方便快捷。

## 应用
DTA曲线可以用作鉴别物质，但通常是用作研究新材料的相变性质、比热、热解和氧化方面的性质。
DTA被广泛用于药物的研究和食品工业
DTA还可以用于混凝土化学矿物研究和环境研究
DTA曲线还可以用于确定骨头残留物的年代或者研究考古中发现的材料